# Victoria Forde
Victoria Forde (New York, 21 aprile 1896 – Beverly Hills, 24 luglio 1964) è stata un'attrice statunitense del cinema muto. Specializzata in western, fu la quarta moglie di Tom Mix.
Soprannominata Vicki, dopo il matrimonio con Mix era conosciuta anche come Mrs. Tom Mix o Vicki Mix. Dal 1931, dopo il divorzio, visse ritirata.

## Biografia

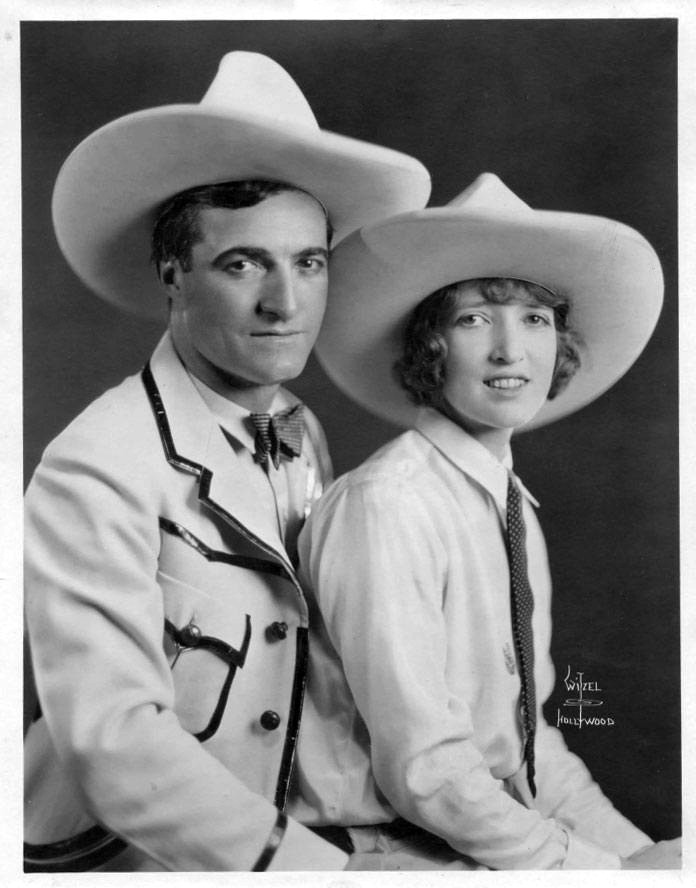
Tom Mix e Victoria Forde

Figlia dell'attrice teatrale Eugenie Forde, Victoria Forde nacque a New York nel 1896. A quattordici anni, iniziò a lavorare per la Biograph in un film interpretato da Mack Sennett. A sedici, venne presa sotto contratto dalla Nestor Film Company, compagnia per cui lavorò nei seguenti cinque anni, diretta da Al Christie in oltre un centinaio di cortometraggi. Sua madre esordì pure lei nel cinema e con la figlia interpretò nel 1912 A Pair of Jacks.
Passata in seguito alla Selig, diventò una star del film western. Il famoso attore cow boy Tom Mix fu un suo partner abituale; i due intrecciarono una relazione e, nel 1917, firmarono entrambi un contratto con la Fox Film Corporation, continuando a lavorare insieme. Nel 1918, i due si sposarono.
Victoria Forde fu la quarta moglie di Mix. Il loro matrimonio durò fino al 1931, finendo in un divorzio. Nel 1919, era nata la figlia Thomasina, la cui nascita provocò il ritiro dalle scena dell'attrice dopo una carriera che contava oltre cento settanta film.

## Morte
Victoria Forde morì a Beverly Hills il 24 luglio 1964. Venne sepolta nel cimitero cattolico Holy Cross di Culver City.

## Filmografia
La filmografia è completa. Quando manca il nome del regista, questo non viene riportato nei titoli

### Attrice
- Love in Quarantine, regia di Frank Powell - cortometraggio (1910)
- The Best Man Wins, regia di Tom Ricketts - cortometraggio (1911)
- Tracked Through the Desert, regia di Milton J. Fahrney - cortometraggio (1912)
- Cupid and the Ranchman - cortometraggio (1912)
- Settled Out of Court, regia di Al Christie - cortometraggio (1912)
- At Rolling Forks, regia di Al Christie e Milton J. Fahrney - cortometraggio (1912)
- The Double Trail, regia di Al Christie e Milton J. Fahrney - cortometraggio (1912)
- A Pair of Jacks - cortometraggio (1912)
- The Renegade, regia di Al Christie - cortometraggio (1912)
- Her Indian Hero, regia di Al Christie, Jack Conway e Milton J. Fahrney - cortometraggio (1912)
- The Love Trail - cortometraggio (1912)
- Lottery Ticket Number 13, regia di Al Christie - cortometraggio (1912)
- The Ranch Girl's Choice, regia di Al Christie - cortometraggio (1912)
- Beneath Western Skies, regia di Al Christie - cortometraggio (1912)
- Young Wild West Leading a Raid, regia di Al Christie - cortometraggio (1912)
- Young Wild West on the Border, regia di Al Christie - cortometraggio (1912)
- The Flower of the Forest, regia di Al Christie - cortometraggio (1912)
- Young Wild West Cornered by Apaches - cortometraggio (1912)
- Young Wild West Trapping a Tricky Rustler, regia di Al Christie - cortometraggio (1912)
- The Ranchman's Remedy, regia di Al Christie - cortometraggio (1912)
- Young Wild West's Prairie Pursuit, regia di Al Christie - cortometraggio (1912)
- Young Wild West Washing Out Gold', regia di Al Christie - cortometraggio (1912)
- Young Wild West's Mexican Mix-Up, regia di Al Christie - cortometraggio (1912)
- When the Heart Calls, regia di Al Christie - cortometraggio (1912)
- The Story of a Wallet, regia di Tom Ricketts - cortometraggio (1912)
- Uncle Bill, regia di Milton J. Fahrney - cortometraggio (1912)
- The Girls and the Chaperone, regia di Al Christie - cortometraggio (1912)
- The Beating He Needed, regia di Mack Sennett - cortometraggio (1912)
- Pedro's Dilemma, regia di Mack Sennett - cortometraggio (1912)
- His Only Son, regia di Jack Conway e Milton J. Fahrney - cortometraggio (1912)
- Stolen Glory, regia di Mack Sennett - cortometraggio (1912)
- Ambitious Butler, regia di Mack Sennett - cortometraggio (1912)
- A Girl at War - cortometraggio (1913)
- The Bite of a Snake, regia di Dell Henderson - cortometraggio (1913)
- The Best Man Wins, regia di Dell Henderson - cortometraggio (1913)
- A Frontier Providence, regia di Otis Turner - cortometraggio (1913)
- Sheridan's Ride, regia di Otis Turner - cortometraggio (1913)
- A Frontier Mystery - cortometraggio (1913)
- The Battle of Bull Run, regia di Francis Ford - cortometraggio (1913)
- The Yaqui Cur, regia di D.W. Griffith - cortometraggio (1913)
- The Stars and Stripes Forever, regia di Francis Ford - cortometraggio (1913)
- His Mother's Son, regia di D.W. Griffith  - cortometraggio(1913)
- Sallie's Sure Shot, regia di William Duncan - cortometraggio (1913)
- The Frontier Twins Start Something - cortometraggio (1913)
- The Frontier Twins' Heroism - cortometraggio (1913)
- A Hasty Jilting - cortometraggio (1913)
- The Path of Sorrow, regia di Bertram Bracken - cortometraggio (1913)
- For the Freedom of Cuba, regia di Otis Turner - cortometraggio (1914)
- The Fourth Proposal, regia di Robert Z. Leonard - cortometraggio (1914)
- She Was Only a Working Girl, regia di Al Christie - cortometraggio (1914)
- The Mexican's Last Raid, regia di Frank Lloyd - cortometraggio (1914)
- What a Baby Did, regia di Al Christie - cortometraggio (1914)
- Those Persistent Old Maids, regia di Al Christie - cortometraggio (1914)
- The Wrong Miss Wright, regia di Al Christie - cortometraggio (1914)
- Such a Villain, regia di Al Christie - cortometraggio (1914)
- Her Moonshine Lover, regia di Al Christie - cortometraggio (1914)
- When the Girls Joined the Force, regia di Al Christie - cortometraggio (1914)
- Their Honeymoon, regia di Al Christie - cortometraggio (1914)
- Her Husbands - cortometraggio (1914)
- His Strenuous Honeymoon, regia di Al Christie - cortometraggio (1914)
- Could You Blame Her, regia di Al Christie - cortometraggio (1914)
- Captain Bill's Warm Reception, regia di Al Christie - cortometraggio (1914)
- Sophie of the Films#1, regia di Al Christie - cortometraggio (1914)
- Sophie of the Films#2, regia di Al Christie - cortometraggio (1914)
- Sophie of the Films#3, regia di Al Christie - cortometraggio (1914)
- Sophie of the Films#4, regia di Al Christie - cortometraggio (1914)
- Those College Days, regia di Al Christie - cortometraggio (1914)
- When Eddie Went to the Front, regia di Al Christie - cortometraggio (1914)
- All at Sea, regia di Al Christie - cortometraggio (1914)
- On Rugged Shores, regia di Al Christie - cortometraggio (1914)
- A Lucky Deception, regia di Al Christie - cortometraggio (1914)
- Feeding the Kitty, regia di Al Christie - cortometraggio (1914)
- A Troublesome Wink, regia di Al Christie - cortometraggio (1914)
- He Never Said a Word, regia di Al Christie - cortometraggio (1914)
- Way of Life, regia di Al Christie - cortometraggio (1914)
- Cupid Pulls a Tooth, regia di Al Christie (1914)
- Those Were the Happy Days, regia di Al Christie (1914)
- When the Girls Were Shanghaied, regia di Al Christie (1914)
- When Their Brides Got Mixed, regia di Al Christie (1914)
- In Taxi 23, regia di Al Christie (1914)
- When Lizzie Got Her Polish (1914)
- Their Ups and Downs, regia di Al Christie - cortometraggio (1914)
- His Dog-Gone Luck (1914)
- For the Good of the Cause, regia di Al Christie (con il nome Al E. Christie) (1915)
- When the Mummy Cried for Help, regia di Al Christie (con il nome Al E. Christie) e Horace Davey (1915)
- When Cupid Caught a Thief, regia di Al Christie (con il nome Al E. Christie) (1915)
- When the Deacon Swore, regia di Al Christie (con il nome Al E. Christie) (1915)
- When Eddie Took a Bath, regia di Al Christie (1915)
- Jed's Little Elopement, regia di Al Christie (1915)
- All Over the Biscuits (1915)
- Lizzie's Dizzy Career, regia di Horace Davey e Eddie Lyons (1915)
- All Aboard, regia di Al Christie (1915)
- How Doctor Cupid Won Out, regia di Al Christie (1915)
- When He Proposed, regia di Horace Davey (1915)
- A Coat's a Coat, regia di Horace Davey (1915)
- Sage Brush Tom, regia di Tom Mix - cortometraggio (1915)
- A Mix-up at Maxim's, regia di Horace Davey (1915)
- They Were on Their Honeymoon, regia di Eddie Lyons (1915)
- In a Jackpot, regia di Eddie Lyons (1915)
- Eddie's Little Nightmare, regia di Eddie Lyons (1915)
- Eddie's Awful Predicament, regia di Al Christie (1915)
- Two Hearts and a Ship, regia di Al Christie (1915)
- Almost a King, regia di Al Christie (1915)
- Caught by a Thread, regia di Al Christie (con il nome Al E. Christie) (1915)
- Wanted... A Chaperone, regia di Eddie Lyons (1915)
- He Fell in the Park, regia di Eddie Lyons (1915)
- They Were Heroes, regia di Al Christie (con il nome Al E. Christie) (1915)
- When Her Idol Fell, regia di Al Christie (1915)
- When They Were Co-Eds, regia di Al Christie (1915)
- The Downfall of Potts, regia di Al Christie (con il nome Al E. Christie) (1915)
- A Peach and a Pair, regia di Al Christie (1915)
- When the Spirits Moved, regia di Al Christie (1915)
- Lizzie Breaks Into the Harem, regia di Al Christie (1915)
- Her Rustic Hero, regia di Al Christie (1915)
- Little Egypt Malone, regia di Al Christie (1915)
- Lost: Three Teeth, regia di Al Christie (1915)
- Tony, the Wop, regia di Al Christie (1915)
- His Egyptian Affinity regia di Al Christie (1915)
- Lizzie and the Beauty Contest regia di Al Christie (1915)
- Never Again, regia di Tom Mix - cortometraggio (1915)
- How Weary Went Wooing, regia di Tom Mix - cortometraggio (1915)
- The Range Girl and the Cowboy, regia di Tom Mix - cortometraggio (1915)
- When Lizzie Went to Sea, regia di Al Christie (1915)
- The Auction Sale of Run-Down Ranch, regia di Tom Mix - cortometraggio (1915)
- The Girl and the Mail Bag, regia di Tom Mix - cortometraggio (1915)
- The Foreman's Choice, regia di Tom Mix - cortometraggio (1915)
- The Brave Deserve the Fair, regia di Tom Mix - cortometraggio (1915)
- The Stagecoach Guard, regia di Tom Mix - cortometraggio (1915)
- The Race for a Gold Mine, regia di Tom Mix - cortometraggio (1915)
- Athletic Ambitions, regia di Tom Mix - cortometraggio (1915)
- On the Eagle Trail, regia di Tom Mix - cortometraggio (1915)
- The Desert Calls Its Own, regia di Tom Mix - cortometraggio (1916)
- Making Good, regia di Tom Mix - cortometraggio (1916)
- The Passing of Pete, regia di Tom Mix - cortometraggio (1916)
- Trilby's Love Disaster, regia di Tom Mix - cortometraggio (1916)
- Along the Border, regia di Tom Mix - cortometraggio (1916)
- Too Many Chefs, regia di Tom Mix - cortometraggio (1916)
- The Man Within, regia di Tom Mix - cortometraggio (1916)
- 5,000 Dollar Elopement (o Five Thousand-Dollar Elopement), regia di Tom Mix - cortometraggio (1916)
- $5,000 Reward, regia di Tom Mix (1916)
- Crooked Trails, regia di Tom Mix - cortometraggio (1916)
- Going West to Make Good, regia di Tom Mix - cortometraggio (1916)
- The Cowpuncher's Peril, regia di Tom Mix - cortometraggio (1916)
- Taking a Chance, regia di Tom Mix - cortometraggio (1916)
- The Girl of Gold Gulch, regia di Tom Mix - cortometraggio (1916)
- Some Duel, regia di Tom Mix - cortometraggio (1916)
- Legal Advice, regia di Tom Mix - cortometraggio (1916)
- Shooting Up the Movies, regia di Tom Mix - cortometraggio (1916)
- Local Color on the A-1 Ranch, regia di Tom Mix - cortometraggio (1916)
- An Angelic Attitude, regia di Tom Mix - cortometraggio (1916)
- A Western Masquerade, regia di Tom Mix - cortometraggio (1916)
- A Bear of a Story, regia di Tom Mix - cortometraggio (1916)
- The Country That God Forgot, regia di Marshall Neilan (1916)
- Roping a Sweetheart, regia di Tom Mix - cortometraggio (1916)
- Tom's Strategy, regia di Tom Mix - cortometraggio (1916)
- The Taming of Grouchy Bill, regia di Tom Mix - cortometraggio (1916)
- The Pony Express Rider, regia di Tom Mix - cortometraggio (1916)
- A Corner in Water, regia di Tom Mix - cortometraggio (1916)
- The Raiders, regia di Tom Mix - cortometraggio (1916)
- The Canby Hill Outlaws, regia di Tom Mix - cortometraggio (1916)
- A Mistake in Rustlers, regia di Tom Mix - cortometraggio (1916)
- An Eventful Evening, regia di Tom Mix - cortometraggio (1916)
- A Close Call, regia di Tom Mix - cortometraggio (1916)
- Tom's Sacrifice, regia di Tom Mix - cortometraggio (1916)
- When Cupid Slipped, regia di Victoria Forde - cortometraggio (1916)
- The Sheriff's Blunder, regia di Tom Mix - cortometraggio (1916)
- Mistakes Will Happen, regia di Tom Mix - cortometraggio (1916)
- The Golden Thought, regia di Tom Mix - cortometraggio (1916)
- Starring in Western Stuff, regia di Tom Mix - cortometraggio (1917)
- Delayed in Transit, regia di E.A. Martin - cortometraggio (1917)
- Hearts and Saddles, regia di Robert Eddy e Tom Mix (1917)
- In Again, Out Again, regia di Al Christie (1917)
- Please Be My Wife, regia di Robert Z. Leonard (1917)
- A Roman Cowboy, regia di Tom Mix (1917)
- Six Cylinder Love, regia di Tom Mix (1917)
- A Soft Tenderfoot, regia di Tom Mix (1917)
- Tom and Jerry, regia di Tom Mix (1917)
- Western Blood, regia di Lynn Reynolds (1918)
- She Wasn't Hungry, But..., regia di Wallace Beery (1919)

### Sceneggiatrice
- An Eventful Evening, regia di Tom Mix - cortometraggio (1916
- When Cupid Slipped, regia di Victoria Forde - cortometraggio (1916)

### Regista
- When Cupid Slipped - cortometraggio (1916)

### Film e documentari dove appare Victoria Forde
- The Great Universal Mystery, regia di Allan Dwan - cortometraggio (1914)
- Behind the Screen, regia di Al Christie - cortometraggio, documentario (1915)